# Premio Jacques-Louis Lions
El Premio Jacques-Louis Lions es un gran premio temático de matemática aplicada otorgado por la Academia de Ciencias de Francia.

## Descripción
El premio fue creado en 2003 por la Sociedad de Matemáticas Aplicadas e Industriales en colaboración con el Instituto Nacional de Investigación en Informática y Automática y el Centro Nacional de Estudios Espaciales de Francia.
El premio consta de 10 000 euros y se otorga cada dos años desde su creación. Su objetivo es recompensar a un científico por su trabajo en matemática aplicada, en concreto en las áreas en las que trabajó Jacques-Louis Lions: ecuaciones diferenciales parciales, teoría de control, análisis numérico, cálculo científico y sus aplicaciones. El galardonado puede tener cualquier nacionalidad, pero su trabajo debe haberse realizado en Francia o en colaboración con instituciones francesas.

## Galardonados
| Año  | Galardonado          | País    | Institución                       | Motivación |
| ---- | -------------------- | ------- | --------------------------------- | ---------- |
| 2023 | Laurent Desvillettes | Francia |                                   |            |
| 2021 | Stephane Jaffard     | Francia | Universidad Paris-Est Crèteil     | [ 1 ]      |
| 2019 | Maria J. Esteban     | España  |                                   |            |
| 2017 | Denis Serre          | Francia |                                   |            |
| 2015 | Jesús Ildefonso Díaz | España  | Universidad Complutense de Madrid |            |
| 2013 | Pierre Degond        | Francia |                                   |            |
| 2011 | Vincent Giovangigli  | Francia |                                   |            |
| 2009 | Yvon Maday           | Francia |                                   |            |
| 2007 | Michel Fliess        | Francia |                                   |            |
| 2005 | Jean-Claude Nedelec  | Francia |                                   |            |
| 2003 | Roger Temam          | Francia |                                   |            |